# نپروبیلیتسه
نپروبیلیتسه (به چکی: Neprobylice) یک منطقهٔ مسکونی در جمهوری چک است که در شهرستان کلادنو واقع شده‌است. نپروبیلیتسه ۳٫۴۴ کیلومتر مربع مساحت و ۱۲۵ نفر جمعیت دارد و ۲۵۱ متر بالاتر از سطح دریا واقع شده‌است.